# خع سخموي
خع سخم وى (بالإنجليزية: Khasekhemwy)‏ (ت. 2686 ق.م.; أحيانا يـُكتب خع سخم اويْ Khasekhemui) كان خامس وآخر فرعون في الأسرة المصرية الثانية. قليل هو المعروف عن خع سخم وى، عدا أنه قاد العديد من الحملات الحربية الهامة وبنى العديد من التماثيل، ما زالت باقية، تذكر الحرب ضد الشماليين.

## فترة الحكم
سادت خلال فترة حكم خع سخم وى، حالة من الإستقرار ترجع إلى النص الرسمي الذي كان قد أصدره: "ظهور القوتين اللتين توافق الإلهان وتصالحا من خلالهما "والرسوم الخاصة به. فواجهة قصره الرئيسية تعلوها صورتا "حورس وست" معا "بدلا من صورة الإله "حورس" بمفرده، أو صورة الإله "ست" بمفرده كما فعل الملك "بر إيب سن"). وضع "خع سخموي" حدا للمنازعات السياسية بين اتجاهين: اتخذ الاتجاه الأول من "حورس" رمزا له، في حين اتخذ الاتجاه الثاني من "ست" رمزا له. وقد ساعد إخضاع النوبيين في الجنوب والليبيين في الشمال على إرساء دعائم الوحدة الوطنية. واستتب في عصره الأمن وساد الانضباط، سواء داخل أراضي مصر أم خارجها. كما قامت الحضارة المصرية بوثبة هائلة في شتى النواحي كما وكيفا، مما جعلها تتعدى العصر "الثيني" لتخطو نحو الدولة القديمة. وفي الواقع فإن تطور التقنيات وتقدمها كان له عظيم الأثر ليس فقط على الصناعات التعدينية - إذ أصبح من الممكن حينذاك صهر التماثيل النحاسية - وإنما أيضا على فن العمارة بصفة خاصة. ولم تعد الأحجار محصورة في استخدامها كمادة مساعدة فقط، بل وجدت من يستعملها في ذلك الحين بدراية ومهارة. ومما يدل على ذلك تلك الغرفة المشيدة من الحجر الجيري الموجودة في مقبرة ذلك الفرعون في أبيدوس،وكذلك الركيزة الدعامية المنحوتة من حجر الجرانيت والمزينة بالنقوش من "نخن ، بالإغريقية Herakonpolis ، حاليا الكوم الأحمر" وهكذا أصبح الطريق ممهدا لعبقرية "إمحوتب".
بنى خع سخموي حصن في نخن، وفي أبيدوس، وقد يكون بنى أيضًا جسر المدير في سقارة.

## تأريخ
| العهد          | الأسرة         | سنوات الحكم           |
| الدولة القديمة | الأسرة الثانية | 2754 a.C. - 2727 a.C. |

| الكاتب       | سنوات الحكم           |
| ------------ | --------------------- |
| شنايدر/كراوس | intorno 2740 a.C.     |
| ردفورد       | 2714 a.C.-2687 a.C.   |
| فون بكراث ‏   | 2709 a.C. - 2682 a.C. |
| دودسون       | 2690 a.C. - 2663 a.C. |
| مالك         | 2674 a.C.- 2647 a.C.  |

## معرض الصور

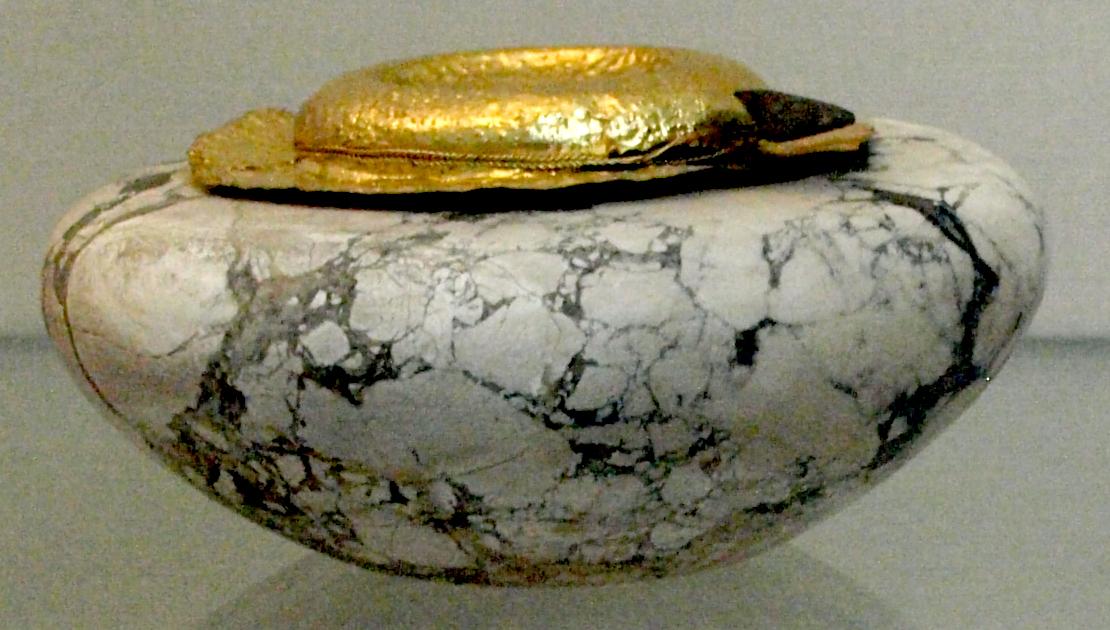
Limestone vessel with gold cover from Khasekhemwy's tomb
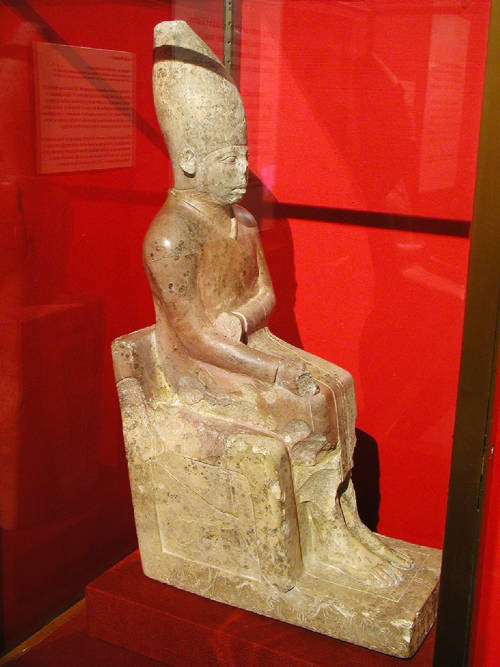
Statue of Khasekhemwy, متحف أشموليان،اكسفورد
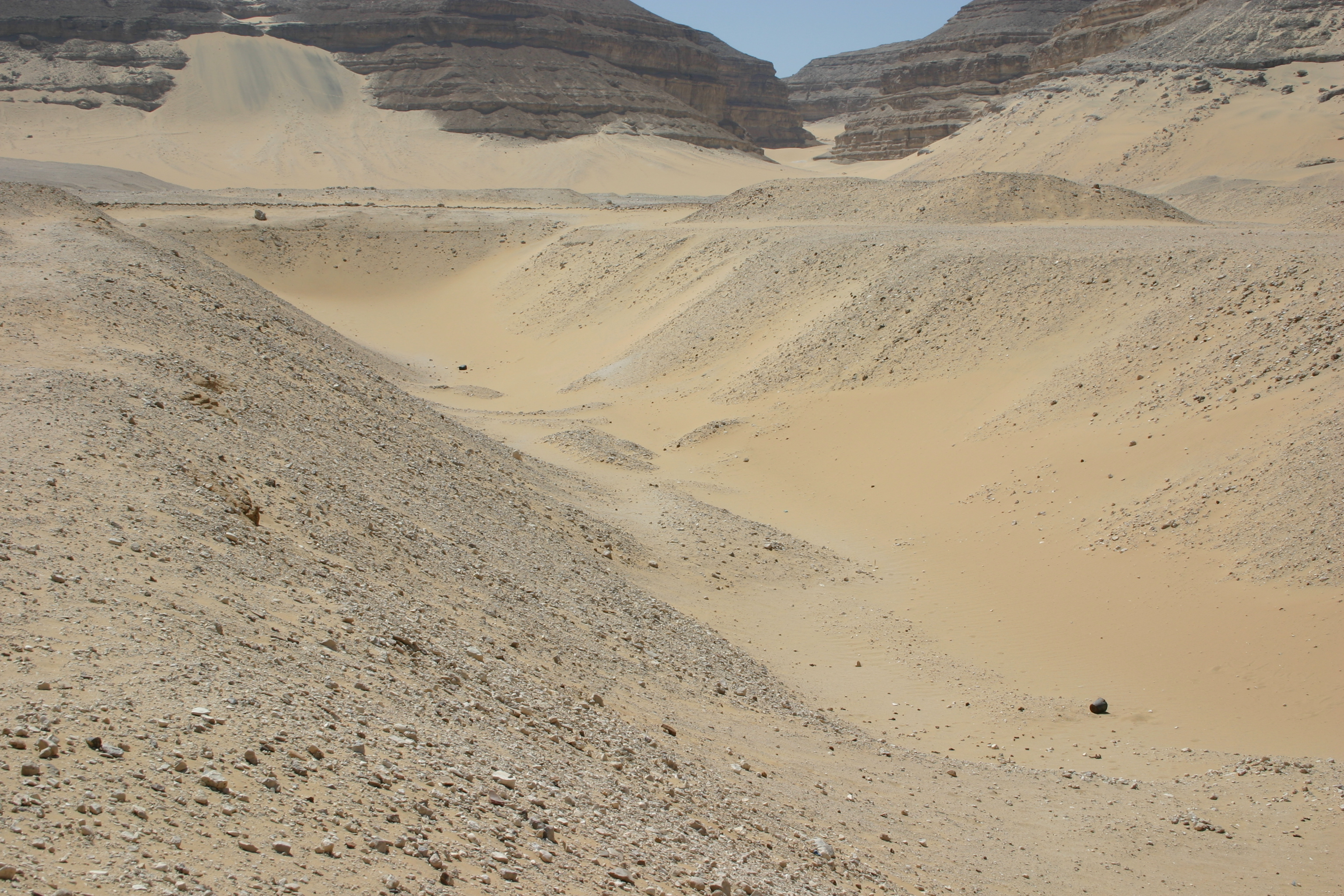
The surviving remains of Khasekhemwy's tomb at أم الجعاب
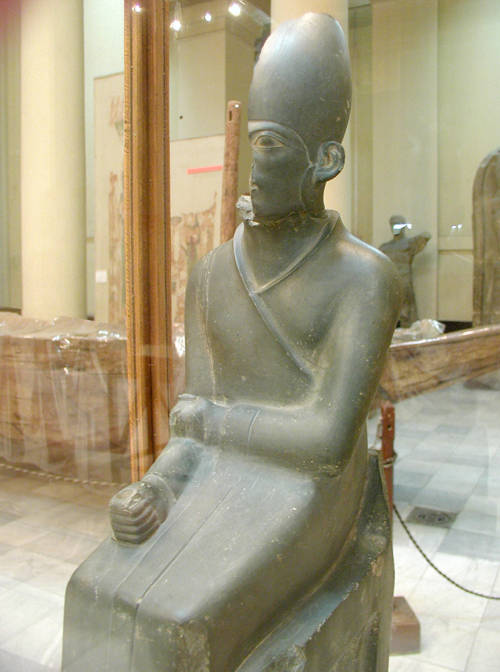
Statue of Khasekhemwy, المتحف المصري (توضيح), Cairo

## بيبلوغرافيا
- Toby Wilkinson, Royal Annals of Ancient Egypt: The Palermo Stone and Its Associated Fragments, (Kegan Paul International), 2000.
- Egypt: Khasekhem/Khasekhemwy of Egypt's 2nd dynasty